# Поетичний слем
Слем (від англ. slam — «ляскання» (особливо дверима); в американському сленгу — «сильний удар по м'ячу»; «різка критика»; «брутальна відповідь») — читання віршів, але читання, в якому важливим є не лише те, що читають, а й те, як. Слем-турнір є химерним поєднанням спорту та мистецтва: це змагання поетів у артистичному читанні. Змагання в повному сенсі цього слова: з оцінками довільно обраного з-поміж глядачів журі, з чітким часовим регламентом, з штрафними санкціями за порушення встановлених правил.
В українській фразеології є яскравий відповідник слему — ляскати (тряскати, траскати) язиком.
Тарас Прохасько зазначив:
|                                                  | ...поети нового покоління щораз частіше вдаються до методу, який називається простим американським словом «слем». Як і кожне американське слово, це поняття має дуже багато значень. Скажімо, воно означає звук і порух, з яким закриваються затраснуті двері. Важливішим для поезії є інше значення — спортивне. Слемом у баскетболі означується м’яч, не закинений, а закладений у кошик. Слем… Поетичний метод, що орієнтується на подібну тактику. Ефективну і ефектну, розраховану на жваву реакцію аудиторії. |
| — Тарас Прохасько, Slam: Так затраскуються двері | |

## Історія
1984 року інженер Марк Сміт, який писав поезію з 19-річного віку, влаштував у Чикаго перший поетичний слем-турнір. А за кілька років той самий Марк Сміт у тому самому Чикаго став організатором регулярних слем-змагань у джаз-клубі з назвою «Green Mill Jazz Club», який став однією з найвідоміших домівок американського слему.

## Український слем
Існує суперечка про дату народження українського слему. Поет Сергій Жадан запевняє, що український слем з'явився 1997 року в Харкові. А головний редактор інтернет-видання proza.com.ua, критик культури, автор книги «SLAM! Теория и практика поэтической революции», слем-майстер і можна сказати культурний революціонер Анатолій Ульянов вважає, що український слем народився відразу після фестивалю «Киевские Лавры 2006», там був встановлений український формат слему, там пройшов перший заявлений турнір зі слему в Україні. 

#### Слеми Останньої барикади
Так український письменник, а з 2022 року діючий військовослужбовець, Артем Полежака, неодноразово згадував про слем-турніри в період 2006-2007 років. Сам Артем теж починав свій шлях у якості слем-поета з виступів на цих фестивалях, а також на заходах під головуванням "Останньої барикади". 
Я особливо не вважаю себе публічною людиною. Це сталося у 2007 році під час слему, який проходив у рамках Харківської барикади. Мистецьке об'єднання «Остання барикада» проводило фестиваль, де проходив слем, в якому взяло участь багато людей. Я тоді не виграв і чомусь вважав це провалом. Насправді це для мене стало трампліном, тому що після цього познайомився з багатьма цікавими людьми і ще більше поринув у літературну круговерть, - Артем Полежака в інтерв'ю Павлу Коробчуку.

#### Друга хвиля літературного слему в Україні: Мультфільм Гагарін та H4O
Якийсь час слем в Україні розвивався в межах "Останньої Барикади". Зокрема заходи відбувались на "Махно Фесті". Першим, хто перевів поетрі-слем з фестивального формату до регулярних щомісячних заходів, став харків'янин під псевдонімом Мультфільм Гагарін та його організація H4O. В середовищі сучасних слемерів, це прийнято називати слемом другої хвилі. Перші змагання проходили в легендарному барі "Drunken Swine" ("П'яна свиня") в Центральному парку м. Харкова. З розширенням аудиторії, яка приходила на вечорі, відбувся і пошук нових приміщень. Виручив Міша Кабанов, харківський актор, учасник гурту Оркестр Че та арт-директор іншого легендарного бару Churchill Music Pub. На кілька років "Черчиль" став справжнім домом слему у Харкові. Паралельно з проведенням заходів в рідному місті, Гагарін проводив свої заходи і в інших містах України. Зокрема на регулярній основі заходи відбувались в Києві в барі "Бочка", Мультфільм проводив слеми і в Кам'янське, та на різних фестивалях, зокрема кілька років підряд слем проходив в межах літературної сцени на фестивалі "Соседний мир" в Криму. Крім класичних слемів, раз на рік 2 грудня на день народження "Гагаріна" проходив фінальний слем "Кубок Гагаріна", куди приїжджали переможці і фіналісти з різних міст України. 
Російське вторгнення на Донбас та анексія Криму не завадили існуванню літературного слему. Організатори завжди підтримували неподільність Української держави, а зі сцени неслась славетна кричалка "Путін Хуйло". В період 2014-2015 рр на заміну організації Н4О з'явилась КВ-2, яку Гагарін започаткував разом з Вінтом (псевдонім від слова Вінчестер). Цей період слемів КВ-2 тісно пов'язаний з майданчиком Akuna Matata. В цей час Мультфільм Гагарін поступово відходить від своїх обов'язків слем-майстра (так називається ведучий на Літературному Слемі) та організатора заходів, передаючи обов'язки Вінту. Разом з ним на сцені після 2015 року у якості майстрів з'являлись харківські поети Дмитро Тунков та Артем Ельф. 
Поступово популярність літературного слему в Харков поступово почала падати. Класичному і звичному слему почали складати конкуренцію інші проєкти. А саме "Поетичний МОШ" та "Стіхозамєс".

#### Третя хвиля літературного слему в Україні: LitSlamUA
Відродження інтересу до слему в Харкові та на всеукраїнському рівні почалось наприкінці 2019 року, коли Артем Ельф запропонував іншому харківському поету, Олександру Кудю, відродити проведення турнірів. За основу було вирішено повернути систему правил часів H4O, "благословіння" від Мультфільма Гагаріна було отримано і хлопці разом з Анною Помазан у якості дизайнера розпочали підготовку до відродження слем-руху. Першою ластівкою став захід 2 листопада 2019 року в Bongo Event Bar. 
Слава курував проєкт під час цієї другої хвилі відродження, і його енергія та досвід багато в чому сприяли успіху. Я зрозумів, що крім слему, насправді нічим іншим і не хотів би займатися. Тому поговорив з Олександром Кудем. Шукав когось, з ким можна було б працювати разом, і щоб все було канонічно, потрібно було підібрати собі напарника, який також, як і я, був частиною слем-руху. Ми звернулися до Гагаріна, попросили його благословення, і він не був проти. Так все й почалося. Було відчуття, що треба щось робити, відновити події, і крім слему нічого іншого я робити не хотів. Слему не було вже півтора року, і це відчувалося — це просто «нило» всередині. — Артем Ельф в інтерв'ю Chytomo 18.11.2024.
Зібравши на першому заході близько 100 відвідувачів, організатори вирішили не зупинятись і розвивати проєкт, який з того часу отримав назву LitSlamUA. Не дивлячись на пандемію COVID-19 і викликані ним жорсткі обмеження у проведенні публічних заходів проєкт намагався не втратити аудиторію і нагадувати про себе онлайн заходами, а коли було можливо і проведенням публічних. За період з листопада 2019 по листопад 2021 року LitSlamUA встигли повернути Премьєр-Лігу (додатковий захід для відбору учасників)та провести заходи в легендарному будинку Слово в Харкові, Києві, Дніпрі та Кривому Розі (всього 17 різних заходів). 
Варто також зазначити, що паралельно з існуванням харківського осередку літературного слему в різний час, свої осередки з'являлись і в інших містах, зі своїми правилами і реалізаціями. Серед таких проєктів варто згадати: LSD (літературні слемові двобої), які започаткував Максим Волохань в Дніпрі, а продовжували їхні ідеї ТО Бритва Андрія Орловського (Одеська організація), вищезгаданий Поетичний Мош, Стіхозамєс, Poetry Slam KR та інші. Але жоден з цих проєктів не зміг проводити заходи на постійній основі, та з часом закрився.  
Продовжує існувати і формат поетрі-слему на музичних та книжкових фестивалях. Українські письменники періодично беруть участь і у зарубіжних слем-турнірах. Так український поет-військовослужбовець Ігор Мітров взяв участь у десятому Європейському поетичному слем-чемпіонаті (European Poetry Slam Championship) 2023 у Бельгії. А поетка, парамедикиня та ветеранка Олена Герасим'юк отримала нагороду від журі на Європейському поетичному слем-чемпіонаті (European Poetry Slam Championship) 2024 у Кошице, Словаччина.   
Є навіть випадок проведення поетичного слему в форматі онлайн серед осіб, що перебували у місцях позбавлення волі у 2021 році.   

### Війна та LitSlam
Серйозним потрясінням для спільноти стало повномасштабне вторгнення росії. Більшість організаторів і учасників на цей момент знаходились в Харкові. На 26 лютого 2022 року у LitSlamUA була запланована Вища Ліга, яка звісно була відмінена. Через те що частина організаторів почала активно займатись волонтерством, а частина стала до лав сил оборони, проєкт зупинився до серпня 2022 року. 27 серпня цього року пройшов перший захід під час повномасштабного вторгнення в м. Полтава під назвою "LitSlam Волонтерський", всі кошти з якого були направлені на підтримку ЗСУ, організований разом з харківським проєктом "Стеля":
Глядачі у більшості були переселенцями-харків’янами. Митці так само: 15 людей з 20 — наші. Інші — місцеві. Той захід, як і всі майбутні, був благодійним. Збирали гроші харківським волонтерам Міші Кабанову та його команді — назбирали понад шість тисяч гривень..... зі статті Гвара Медіа.
Вже 9 жовтня 2022 року слем відбувся у Львові в ДК Nazva. А на різдво 23 грудня LitSlamUA повернувся до рідного Харкова. Весь 2022 рік і по теперішній час Артем Ельф проводить заходи без Олександра Кудя, який з початку 2022 року перебуває в лавах ЗСУ. В структурі LitSlamUA з'явились нові обличчя - харківські митці: Фрідріх Швальбе, Влад Радченко, Роман Єрмілов. 2 листопада 2024 року проєкту виповнилось 5 років, який організатори відсвяткували проведенням Вищої Ліги в Харкові. 
Організатори намагаються проводити заходи на регулярній основі, збираючи гроші на підрозділи сил оборони України, географія залучених міст постійно розширюється: до Харкова, Кривого Рога, Києва, Львова та Дніпра додались Одеса, Кам'янське, Хмельницький. LitSlamUA активно веде соціальні мережі та виставляє відео записи подій на YouTube.
Багато учасників літературного слему стали на захист Батьківщини, серед них, на жаль, є і митці, що загинули:
- Олексій Івакін[29];
- Олексій Беспалий (Льоха Безпальцев)[30];
- Віктор Щолоков (Вітя Хаджит);

## Правила Вищої Ліги LitSlamUA
1. Слем Вищої Ліги проходить у три тури: відбірковий, півфінал і фінал. На кожний виступ учаснику дається по три хвилини, окрім фіналу, де учасник має право читати більше трьох хвилин, але тільки один текст. За порушення часового регламенту протягом першого та другого турів учасник штрафується на один бал за кожні десять секунд. Глядачі в залі можуть надати індульгенцію учаснику по запиту Слем-майстра. Слем-майстер може відмовити в індульгенції без пояснення причин. Також Слем-майстер має право надати протекцію одному учаснику першого туру на свій розсуд.
2. Змагання відбувається за олімпійською системою на виліт: в залежності від оцінок з відбіркового туру вибуває від 8 до 12 учасників, з півфіналу – від 5 до 7, а до фіналу потрапляє від 3 до 5 учасників. У разі, якщо у фіналі декілька учасників набирають однакову кількість балів, то слем-майстер влаштовує суперфінал – додатковий четвертий тур між цими учасниками. 
3. Учасники оцінюються за п'ятибальною системою п'ятьма комплектами оцінок. З п'яти комплектів оцінок чотири роздаються випадковим глядачам у залі та зміна оцінок відбувається після кожного туру, включно із суперфіналом, а один комплект оцінок продається з аукціону перед початком Слему та залишається у власника до кінця Слему на всі три тури, також включно із суперфіналом.
4. Текст повинен бути написаний учасником, переклади чужих текстів і тексти мовою держави-агресора не допускаються, використання музичного супроводу під час виступу заборонено. За порушення цих правил учасник дискваліфікується без права на індульгенцію.
5. Учасникам забороняється виконувати тексти, які вже виконувалися на минулих Слемах Вищої та Прем'єр-Ліг поточного сезону. Допускається виконання текстів, які були прочитані на Слемах в інших містах або у минулих сезонах.
6. Допускається використання реквізиту за згодою Слем-майстра. Слем-майстер має право відмовити у використанні реквізиту без пояснення причин.